# Cymbidium longipes
Cymbidium longipes је врста орхидеја из рода Cymbidium и породице Orchidaceae. Расте у Вијетнаму. Нема признатих подврста у бази Catalogue of Life.